# Ordre du Mérite de la République italienne
Pour les articles homonymes, voir Ordre du Mérite.
L’ordre du Mérite de la République italienne, ou Ordine al Merito della Repubblica Italiana (souvent abrégé en OMRI), est la plus haute distinction honorifique instituée par l'Italie. Ses couleurs distinctives sont le vert et le rouge.

## Définition
Le président de la République italienne est le grand maître de l'ordre, qui est régi par un conseil composé d'un chancelier et de seize membres. La chancellerie a son siège à Rome.
Institué par le décret no 178 du 3 mars 1951 mis en application en 1952, l’ordre a pour but de récompenser les actions émérites envers la nation italienne, dans le domaine de la littérature, des beaux-arts, de l'économie, du service public, les activités de nature sociale, philanthropique ou humanitaire, et les services rendus au cours d'une carrière civile ou militaire. Il provient de la fusion de trois ordres honorifiques supprimés : Santissima Annunziata (ordre de l'Annonciade), Corona d’Italia (ordre de la Couronne d'Italie) et Santi Maurizio e Lazzaro (ordre des Saints-Maurice-et-Lazare).
Depuis le 30 mars 2001, de nouvelles décorations ont été créées pour les diverses classes de l'ordre du Mérite. Cette nouvelle décoration ressemble par sa forme à l'ordre de la Couronne italienne aboli.

## Distinctions
L'ordre se subdivise en plusieurs classes. Les chiffres indiqués ci-dessous datent du mois de décembre 2006.
 Chevalier grand-croix au grand cordon : Cavaliere di Gran Croce Decorato di Gran Cordone Ordine al Merito della Repubblica Italiana
 1re classe / chevalier grand-croix : Cavaliere di Gran Croce Ordine al Merito della Repubblica Italiana (8 362)
 2e classe / grand officier : Grande Ufficiale Ordine al Merito della Repubblica Italiana (4 975)
 3e classe / commandeur : Commendatore Ordine al Merito della Repubblica Italiana (13 973)
 4e classe / officier : Ufficiale Ordine al Merito della Repubblica Italiana (21 478)
 5e classe / chevalier : Cavaliere Ordine al Merito della Repubblica Italiana, dit aussi cavaliere della Repubblica (85 863)
| 1951 – 2001 | 1951 – 2001 | 1951 – 2001 | 1951 – 2001    | 1951 – 2001           | 1951 – 2001                                 |
| ----------- | ----------- | ----------- | -------------- | --------------------- | ------------------------------------------- |
|             |             |             |                |                       |                                             |
| Médaille    |             |             |                |                       |                                             |
|             |             |             |                |                       |                                             |
| Chevalier   | Officier    | Commandeur  | Grand officier | Chevalier grand-croix | Chevalier grand-croix ornée au grand cordon |

| Depuis 2001   | Depuis 2001   | Depuis 2001 | Depuis 2001    | Depuis 2001           | Depuis 2001                                 |
| ------------- | ------------- | ----------- | -------------- | --------------------- | ------------------------------------------- |
|               |               |             |                |                       |                                             |
| Médaille      |               |             |                |                       |                                             |
| senza_cornice | senza_cornice |             |                |                       |                                             |
| Chevalier     | Officier      | Commandeur  | Grand officier | Chevalier grand-croix | Chevalier grand-croix ornée au grand cordon |

## Source
- (it) Cet article est partiellement ou en totalité issu de l’article de Wikipédia en italien intitulé « Ordine al merito della Repubblica italiana » (voir la liste des auteurs).